# Logikverifikation (Beschluss)
| Logo auf den Entscheidungen des Bundesgerichtshofs | |
| Bundesgerichtshof                                  | |
| Aktenzeichen                                       | X ZB 11/98 JurPC Web-Dok. 72/2000 |
| Paragraphen                                        | § 1 Abs (1) PatG (1981) § 1 Abs (2) Nr. 3 PatG (1981) § 1 Abs (3) PatG (1981) Art. 27 Abs. 1 TRIPS Art. 52 Abs. 1 EPÜ                                                                                              |
| Stichworte                                         | Technizität Electronic Design Automation Softwarepatent Kerntheorie (Patentrecht) |
| zitierte BGH-Entscheidungen                        | Chinesische Schriftzeichen Seitenpuffer Dispositionsprogramm Tauchcomputer Antiblockiersystem Rote Taube |
| zitierte EPA-Entscheidungen                        | T 1173/97 Computerprogrammprodukt T 935/97 Computer program product II T 38/86 Textverarbeitung T 164/92 Elektronische Rechenbausteine T 769/92 Universelles Verwaltungssystem T 110/90 Editierbare Dokumentenform |
| zitierte Literatur                                 | Melullis, GRUR 1998, 843 Tauchert, Mitt 1999, 248 Schmidtchen, Mitt 1999, 282 van Raden, GRUR 1995, 451 |
| Bundespatentgericht                                | |
| Aktenzeichen                                       | 17 W (pat) 1/96 CAD/CAM-Verifikationsverfahren |
| Paragraphen                                        | § 1 Abs (1) PatG § 1 Abs (2) PatG § 100 Abs (2) Nr. 2 PatG |
| zitierte Entscheidungen                            | BPatG GRUR 96, 866 "Viterbi-Algorithmus" BGH Dispositionsprogramm BGH Chinesische Schriftzeichen BGH Tauchcomputer BGH Antiblockiersystem BGH Seitenpuffer                                                         |
| zitierte Literatur                                 | Raubenheimer, CR 1994, 328 |
| DPA                                                | |
| Aktenzeichen                                       | DE 44 23 367.1-53 |
| Paragraphen                                        | § 1 Abs (1) PatG |
| Anmeldetag                                         | 4.7.1994 |

Der Beschluss Logikverifikation X ZB 11/98 des Bundesgerichtshofs (BGH) vom 13. Dezember 1999 war ein wichtiger Meilenstein zur Patentierung von Computerprogrammen. Der Senat besprach erstmals den Patentierungsausschluss von Programmen für Datenverarbeitungsanlagen des § 1 PatG, ohne diesen Sachverhalt jedoch explizit zu beschließen. Der Senat beschränkte sich darauf den technischen Charakter des beanspruchten Verfahrens festzustellen, ohne die Streitfrage zu entscheiden, „was unter einem von Patentschutz ausgeschlossenem Programm als solchem [sic!] zu verstehen ist“. Technische Überlegungen können nach diesem Beschluss vom Patentschutz nicht deshalb ausgenommen sein, weil ein Lösungsvorschlag – abgesehen von den in dem verwendeten elektronischen Rechner bestimmungsgemäß ablaufenden Vorgängen – auf den unmittelbaren Einsatz von beherrschbaren Naturkräften verzichtet und die Möglichkeit der Fertigung technisch tauglicher Bausteine anderweitig durch technisches Wissen voranzubringen versucht.

## Sachverhalt
Dem Beschluss lag eine Patentanmeldung für ein Verfahren zur hierarchischen Logik-Verifikation hochintegrierter Schaltungen vom 4. Juli 1994 zugrunde.
Beansprucht wurde ein Verfahren zur hierarchischen Logikverifikation hochintegrierter Schaltungen. Das zu lösende Problem bestand darin, ein Verfahren zu finden, bei dem mit möglichst geringem Speicherplatzaufwand und möglichst kurzer Verarbeitungszeit Schaltungen innerhalb von Chips und inkompatible Teilschaltungen rein maschinell vergleichbar sind.
Als Stand der Technik bezog sich die Anmelderin auf:
1. R. Razdan: HCNC: High Capacity Netlist Compare. In: Proceedings of the IEEE 1993 Custom Integrated Circuits Conference; 9.–12. Mai 1993. 1993, S. 17.6.1–17.6.5, doi:10.1109/CICC.1993.590742. und
2. M. Spreitzer: Comparing structurally different views of a VLSI design. In: Proceedings., 27th ACM/IEEE Design Automation Conference; 24.–28. Juni 1990. 1990, S. 200–206, doi:10.1109/DAC.1990.114854.

Der Verfahrensablauf besteht darin, die Anzahl der zu überprüfenden Anschlüsse zu verringern, mit der Folge einer größeren Anzahl potentiell äquivalenter Teilschaltungen gleicher Anschlusszahl. Bei dem beanspruchten Verifikationsverfahren wird davon ausgegangen, dass integrierte Schaltungen in der Regel hierarchisch aus Teilschaltungen aufgebaut sind und auch Logikplan und Layout eine hierarchische Gliederung aufweisen.
Diese hierarchische Gliederung erlaubt es, mehrfach verwendete Teilschaltungen nur einmal im Detail zu beschreiben und auf diese Beschreibung beliebig oft durch Verweise, sogenannte Instanzen zurückzugreifen. So besteht ein Speicher aus mehreren Speicherarrays mit jeweils mehreren Speicherzellen. Bei solch einem Speicher braucht der hierarchische Logikplan nur aus einer einzigen detaillierten Speicherarraybeschreibung, einer einzigen detaillierten Speicherzellenbeschreibung und den zugehörigen mehrfachen Verweisen, (Instanzen) zu bestehen.
Treten bei dem hierarchischen Extraktionsverfahren von Logikplan und Layout durch das Verfahren
bedingte, nicht isomorphe Eigenheiten auf, so kann beim genannten Stand der Technik kein direkter Vergleich von Logikplan und Layout durchgeführt werden. Das beanspruchte Verfahren führt daher eine Transformation der Teilschaltungen hinsichtlich ihrer Anschlüsse durch. Instanzen dieser Teilschaltungen werden in mehreren Hierarchieebenen aufgeteilt, gesucht, transformiert und einander zugeordnet. Durch die Transformationen werden isomorphe Teilschaltungsbeschreibungen zusammengeführt, so dass weniger Teilschaltungen verifiziert werden müssen. Somit ist eine schnellere Bearbeitung gewährleistet.

## Verfahrensablauf
Die Anmeldung wurde von der Prüfungsstelle durch den Beschluss vom 13. Oktober 1995 zurückgewiesen mit der Begründung, dass der Anspruchsgegenstand keine Lehre zum technischen Handeln vermittle, weil bei dem beanspruchten Verfahren keine technischen Mittel zum Einsatz kämen. Es könne auch von einem Menschen mittels Papier und Bleistift ausgeführt werden.
In der Beschwerde vor dem Bundespatentgericht ergänzt die Anmelderin den Anspruch dahingehend, dass das Verfahren durch einen elektronischen Rechner ausgeführt wird.
Der 17. Senat war jedoch mit dem Prüfer in übereinstimmender Auffassung, dass das Verfahren nach dem Patentanspruch nicht patentfähig ist, weil ihm kein technischer Charakter zukommt.
Dem widersprach der BGH und forderte, dass in die weitere Sachprüfung der (technischen) Erfindung eingetreten werden muss.
Wegen Nichtzahlung der Jahresgebühr gilt die Anmeldung seit dem 1. November 2000 (vor dieser weiteren Sachprüfung) als zurückgenommen.

## Wertung des BPatG
Die Instanzen seien Daten und das Verifikationsverfahren stelle im Wesentlichen eine Datenverarbeitung dar, welche diese Daten in bestimmter Weise transformiert und hierarchisch ordnet, damit diese verglichen werden können. Den technischen Bedeutungsinhalt der Daten bezeichnete der Senat als nicht hinreichendes Kriterium um die Technizität einer Lehre zu begründen. Auch der Einsatz eines in Aufbau und Konstruktion bekannten Computers oder eines Schreibgerätes als technische Mittel verleihe dem Verifikationsverfahren keinen technischen Charakter. Der 17. Senat führte eine Unterscheidung von „technischen“ und „nichttechnischem Programm“ anhand der einschlägigen BGH-Rechtsprechung zur Technizität im Rahmen des § 1 Abs 1 PatG (1968) ein.
Die Rechtsbeschwerde wurde hinsichtlich einer Klärung der Abgrenzungskriterien zwischen technischen Erfindungen, die dem Patentschutz zugänglich sein sollen und geistigen Leistungen, die von einem Patentschutz frei bleiben sollen zugelassen, denn der Senat war „jedoch der Auffassung, daß auch dem auf technischen Überlegungen beruhenden und mit technischen Größen arbeitenden Verfahren kein technischer Charakter zukommt, weil es sich auf eine bloße Bearbeitung von Daten beschränkt“.

## Zusammenfassung des Beschlusses
Der Senat identifiziert als (konkretes) technisches Problem der Anmeldung, ein Verfahren zu finden, bei dem mit möglichst geringem Speicherplatzaufwand und möglichst kurzer Verarbeitungszeit Schaltungen mit nicht isomorphen Hierarchien und inkompatiblen Anschlüssen der Teilschaltungen rein maschinell vergleichbar sind.
Das Schutzbegehren wird vom Senat explizit als Anspruch auf ein Programm für Datenverarbeitungsanlagen identifiziert. Der Senat stellt weiter fest, dass sich das Bundespatentgericht mit diesem im Gesetz ausdrücklich geregelten, nach dem insoweit eindeutigen Gesetzeswortlaut aber nicht abschließenden Ausschlusskatalog jedoch nicht befasst, sondern lediglich die Technizität des Anmeldungsgegenstandes geprüft und verneint hat. Mit dieser Begründung konnte die Zurückweisung der Anmeldung keinen Bestand haben.
Zur Bewertung des notwendigen technischen Charakters des in dem angemeldeten Patentanspruch definierten Gegenstandes fordert der Senat eine Gesamtbetrachtung aller Anspruchsmerkmale, lässt allerdings bei Vorliegen sachgerechter Gründe eine unterschiedliche Gewichtung unter Berücksichtigung ihres nach fachmännischem Verständnis gegebenen Zusammenhangs zu.
Die Technizität wird vom Senat auch bei Programmen für Datenverarbeitungsanlagen als eine Voraussetzung für die Patentfähigkeit der angemeldeten Lehre dargestellt. Der Senat stellt fest, dass die angemeldete Lehre einen Zwischenschritt betrifft in dem Prozess, der mit der Herstellung von Silicium-Chips endet, indem mit Hilfe der Lehre dafür gesorgt wird, dass die Bauteile aus verifizierten Schaltungen bestehen. Sie sind nach ihrer Zweckbestimmung Teil der aktuellen Technik. Zwar nutze die vorgeschlagene Lösung ein gedankliches Konzept, jedoch beschränke sich der Anmeldungsgegenstand hierauf nicht. Das gedankliche Konzept sei nur realisierbar, wenn die Vergleichsgrößen erkannt sind, auf deren Vergleich nach den tatsächlichen Gegebenheiten auf dem genannten Gebiet der Technik verzichtet werden kann. Angesichts der Beschaffenheit der Produkte, deren Herstellung das Verifikationsverfahren dient, erfordere dies eine technische Erkenntnis, die auf Überlegungen beruhe, die sich auf körperliche und physikalische Gegebenheiten konzentriert. Folglich sei die Verarbeitung von Daten, die aus technischen Größen abgeleitet sind, dann eine technische Lehre, wenn sie durch eine auf technischen Überlegungen beruhende Erkenntnis und deren Umsetzung geprägt ist. Dies sei auch hier der Fall. Im Fall „Dispositionsprogramm“ zum Patentgesetz 1968 seien allerdings im Technischen liegende Überlegungen als bloße Hilfsbegründung zur Abgrenzung patentfähiger Lehren von Computerprogrammen erforderlich gewesen seien.
Weiterhin stellte der BGH fest, dass der Technikbegriff des Patentrechts nicht statisch zu verstehen sei. Vielmehr sei er Modifikationen zugänglich, sofern technologische Entwicklungen und ein daran angepasster Patentschutz dies erfordern. Die industrielle Entwicklung habe dazu geführt, dass die zur Herstellung derartiger technischer Bauteile nötigen Arbeiten weitgehend nicht mehr von maschineller Fertigung geprägt sind, die den unmittelbaren Einsatz beherrschbarer Naturkräfte erfordert. Jedenfalls der Entwurf und notwendige Prüfungen im Vorfeld der körperlichen Herstellung von Chips geschehen computergestützt, was insoweit Programme voraussetzt. Dieser Bereich kann nicht deshalb vom Patentschutz ausgenommen sein, weil ein Lösungsvorschlag auf den Einsatz beherrschbarer Naturkräfte verzichtet und stattdessen die Möglichkeit der Fertigung technisch tauglicher Bausteine anderweitig durch technisches Wissen voranzubringen versucht.
Der Senat hat die offene Streitfrage, was unter einem von Patentschutz ausgeschlossenem Programm als solchem [sic!] zu verstehen ist, dahinstehen lassen, weil die angemeldete Lehre nach keiner der aus der Literatur ausgewählten Meinungen vom Patentschutz ausgeschlossen war.

## Einschätzungen des Beschlusses
Mit der Entscheidung Logikverifikation hat der BGH zum EPA aufgeschlossen und steht im Einklang mit Entscheidungen des amerikanischen CAFC (z. B. State Street Bank v. Signature Financial Group). Dass die Technik-Definition nicht statisch, sondern „Modifikationen zugänglich ist, sofern die technologische Entwicklung und ein daran angepaßter effektiver Patentschutz dies erfordern“ betrifft im vorliegenden Fall insbesondere das Merkmal „ohne Zwischenschaltung menschlicher Verstandeskräfte“, das bei der geforderten Gesamtbetrachtung für die Frage der Technizität keine wesentliche Rolle (mehr) spielt. Die Entscheidung fiel unmittelbar im Vorfeld der EPÜ-Revision 2000, bei der geplant war, die Ausschlussbestimmung „Computerprogramme als solche“ aus dem Gesetz ersatzlos zu streichen.
In Logikverifikation geht es nach wie vor um die „für ein Programm für Datenverarbeitungsanlagen erforderliche“ Technizität, obgleich der BGH ausdrücklich darauf verweist, § 1 Abs. 2 PatG (1981) stehe der Patentfähigkeit von Datenverarbeitungsprogrammen nur insoweit entgegen, als für sie „als solche“ Schutz begehrt werde oder – und das läuft auf eine Prüfung und Bewertung des Programminhalts hinaus, die § 1 Abs 3 PatG (1981) gerade nicht will – ihre Lehre auf andere in diesem Absatz genannte Gegenstände oder Tätigkeiten „als solche“ gerichtet sei. Zu dem von ihm als maßgeblich angesehenen Technizitätsgebot stellt der BGH fest, dass damit ein auch anderweit akzeptiertes und eine einheitliche Patentpraxis für Europa gefördert wird. Mit § 1 Abs. 2 Nr. 3, Abs. 3 PatG (1981) hat der Gesetzgeber der vormaligen judiziellen Normbildung aber die Grundlage und der richterlichen Rechtsfortbildung den Inhalt des § 1 Abs. 2 Nr. 3, Abs. 3 PatG entzogen.
Die Frage nach der Patentfähigkeit Technischer Überlegungen wirft die Frage nach der Patentfähigkeit menschlicher Verstandestätigkeit allgemein auf, welche vom europäischen Gesetzgeber nicht als Erfindung angesehen wird. Diese Schranke des Patentrechts aufzugeben, „würde zur Folge haben, dass schlechthin allen Ergebnissen menschlicher Gedankentätigkeit, sofern sie nur eine Anweisung zum planmäßigen Handeln darstellen und kausal übersehbar sind, technische Bedeutung zugesprochen werden müsste. Damit würde aber der Begriff des Technischen praktisch aufgegeben, würde Leistungen der menschlichen Verstandestätigkeit der Schutz des Patentrechts eröffnet, deren Wesen und Begrenzung nicht zu erkennen und zu übersehen ist“. Mit dem Schutz technischer Überlegungen wird die Forschungs- und Entwicklungstätigkeit selbst unter Schutz gestellt.